# Robert Cudzich
Robert Cudzich – polski gitarzysta, wokalista, autor tekstów, kompozytor, animator kultury.

## Życiorys
W młodości wraz ze swoim bratem Andrzejem debiutował w jazzowym zespole "Confirmation" (II miejsce, Jazz nad Odrą 1978).
Na przełomie lat 80. i 90. współprowadził przez kilka lat zespół ludowy "Dursztynianie" w miejscu swojego zamieszkania – w Dursztynie na Spiszu. Grał w nim na skrzypcach i na kontrabasie.
Prawie od początku (od roku 1992) jako gitarzysta i kompozytor związany z zespołem New Life’m w składzie: Joachim Mencel, Marcin Pospieszalski, Piotr Jankowski, Mietek Szcześniak, Natalia Niemen, Mate.O, Basia Włodarska, Agnieszka Musiał. Przez 30 lat zagrał z tą formacją tysiące koncertów w Polsce i kilkunastu krajach na całym świecie, m.in. w USA, Kanadzie, Wielkiej Brytanii.
Pod koniec lat 90. wraz z Marcinem Stawickim (kompozytor, śpiew, harmonijka ustna) oraz swoimi synami: Mateuszem (gitara basowa) i Kamilem (perkusja) nagrał płytę Droga do Ciebie z zespołem Siódma Trąba. Na tym albumie swoje partie wokalne nagrał Jorgos Skolias i Mietek Szcześniak.
Artysta był też związany z zespołem swojego brata – Andrzeja Cudzicha – AmenBand. Nagrał partie gitary do kilku utworów na płytach Łąki Twoich Obietnic (1996) i Coraz Bliżej (2002).
Robert Cudzich od roku 2003 do chwili obecnej (2023) bierze udział w roli gitarzysty i wokalisty we wszystkich edycjach koncertu Jednego Serca Jednego Ducha.
Równolegle – od 1992 do 2018 roku – współorganizował Spotkania Muzyków Chrześcijan. Pierwotnie miały one miejsce w Dursztynie i Ludźmierzu. Spotkania te przyczyniły się do powstania takich zespołów jak: Deus Meus, New Life'm, AmenBand, 2Tm2,3, Arka Noego. Zapisem muzyki i atmosfery tych wydarzeń są szczególnie dwie płyty: Pan jest wśród nas (1996) i Ześlij Ogień (1996), w których artysta ma znaczący wkład muzyczny. Kontynuacją Spotkań Muzyków jest obecnie Strefa Chwały Festiwal, który odbywa się od około 10 lat w Starym Sączu.
Jest autorem kilkudziesięciu tekstów oraz kompozycji funkcjonujących na rynku polskiej muzyki rozrywkowej. Można je usłyszeć m.in. na: 7 płytach zespołu New Life'm, płycie Droga do Ciebie zespołu Siódma Trąba, płycie Łąki Twoich obietnic zespołu AmenBand, płytach Inaije oraz Podróże na chmurze Lidii Pospieszalskiej, płycie Zapominam siebie i Jesteś dobry dla mnie Mate.O, płycie zespołu Krywań Malowane słowa, płycie Violi Brzezińskiej A2.
W lipcu 2022 roku Robert Cudzich wydał swój autorski album Będę szedł. Znajduje się na nim 9 utworów artysty oraz jeden utwór Marcina Stawickiego. Teksty inspirowane są faktami z życia Cudzicha, oddają jego burzliwą młodość i późniejsze doświadczenia. Muzyka na płycie inspirowana jest głównie bluesem i soulem. Producentem muzycznym, aranżerem oraz autorem większości partii instrumentalnych płyty Będę szedł jest Jakub Cudzich – najmłodszy syn Roberta, absolwent Wydziału Jazzu Akademii Muzycznej w Katowicach.
Oprócz działalności estradowej od ponad 30 lat artysta zajmuje się szeroko pojętą edukacją muzyczną głównie poprzez współprowadzenie licznych warsztatów w klasie gitary w Polsce i za granicą.
Prywatnie Robert Cudzich od 1980 roku mieszka w Dursztynie na Spiszu, gdzie przez 20 lat pracował jako nauczyciel w miejscowej szkole podstawowej. Z żoną Hanną mają sześcioro dorosłych dzieci (w większości muzycy) oraz dwadzieścioro wnuków.

## Wybrana dyskografia
- New Life'm  Na żywo  (1996)
- AmenBand  Łąki Twoich Obietnic  (1996)
- Inicjatywa Muzyczna Ludźmierz  Pan jest wśród nas  (1996)
- Inicjatywa Muzyczna Ludźmierz  Ześlij Ogień  (1996)
- New Life'm  Twoja miłość  (1997)
- Siódma Trąba  Droga do Ciebie  (1999)
- New Life'm  Dla ciebie i dla mnie  (2002)
- AmenBand  Coraz bliżej  (2002)
- New Life'm  Z ciemności do światła  (2008)
- New Life'm  Szukam domu  (2009)
- New Life'm  Kolędy  (2009)
- Lidia Pospieszalska  Inaije  (2012)
- New Life'm  Światło Życie  (2013)
- New Life'm  Tylko Ty i ja  (2013)
- New Life'm  Moje Westerplatte  (2015)
- Robert Cudzich  Będę szedł  (2022)